# Graydon Oliver
Graydon Oliver (Miami, 15 giugno 1978) è un ex tennista statunitense.

## Carriera
In carriera ha vinto quattro titoli di doppio. Nei tornei del Grande Slam ha ottenuto il suo miglior risultato raggiungendo il terzo turno nel doppio a Wimbledon nel 2002, in coppia con Jan-Michael Gambill, e agli US Open nel 2004, in coppia con Justin Gimelstob, e nel 2006, in coppia con Jarkko Nieminen.

## Statistiche

### Doppio

#### Vittorie (4)
| Numero | Anno              | Torneo                          | Superficie | Compagno            | Avversari in finale            | Punteggio      |
| 1.     | 29 settembre 2002 | Hong Kong Open, Hong Kong       | Cemento    | Jan-Michael Gambill | Wayne Arthurs Andrew Kratzmann | 6-7, 6-4, 7-6  |
| 2.     | 19 settembre 2004 | China Open, Pechino             | Cemento    | Justin Gimelstob    | Alex Bogomolov Jr. Taylor Dent | 4-6, 6-4, 7-6  |
| 3.     | 3 ottobre 2004    | Thailand Open, Bangkok          | Cemento    | Justin Gimelstob    | Yves Allegro Roger Federer     | 5-7, 6-4, 6-4  |
| 4.     | 24 luglio 2005    | RCA Championships, Indianapolis | Cemento    | Paul Hanley         | Simon Aspelin Todd Perry       | 6-2, 3-1, rit. |

#### Finali perse (4)
| Numero | Anno           | Torneo                                       | Superficie  | Compagno            | Avversari in finale        | Punteggio |
| 1.     | 28 aprile 2002 | U.S. Men's Clay Court Championships, Houston | Terra rossa | Jan-Michael Gambill | Mardy Fish Andy Roddick    | 4-6, 4-6  |
| 2.     | 6 ottobre 2002 | Japan Open Tennis Championships, Tokyo       | Cemento     | Jan-Michael Gambill | Jeff Coetzee Chris Haggard | 6-7, 4-6  |
| 3.     | 27 aprile 2003 | U.S. Men's Clay Court Championships, Houston | Terra rossa | Jan-Michael Gambill | Mark Knowles Daniel Nestor | 4-6, 3-6  |
| 4.     | 10 luglio 2005 | Hall of Fame Tennis Championships, Newport   | Erba        | Travis Parrott      | Jordan Kerr Jim Thomas     | 6-7, 6-7  |